# Microrregión de Macapá
La microrregión de Macapá es una de las microrregiones del estado brasileño del Amapá perteneciente a la mesorregión del Sur del Amapá. Está dividida en ocho municipios.

## Municipios
- Cutias
- Ferreira Gomes
- Itaubal
- Macapá
- Piedra Blanca del Amapari
- Puerto Gran
- Santana
- Sierra del Navío

- Datos: Q2607624